# Tnftp
tnftp (în trecut lukemftp) este un FTP client pentru sisteme de operare Unix-like. Acesta e bazat pe clientul FTP original din BSD, și este clientul FTP implicit inclus cu NetBSD, FreeBSD, OpenBSD, DragonFly BSD, Darwin, și MidnightBSD. Acesta e menținut de Luke Mewburn.
Este remarcabil în suportul completarii taburilor de pe partea server, o funcționalitate care lipsește din clientul FTP din GNU inetutils.